# Roland Moser (Komponist)
Roland Moser (* 16. April 1943 in Bern) ist ein Schweizer Komponist und Hochschullehrer.

## Biografie
Seine musikalische Ausbildung erhielt er in Bern, Freiburg im Breisgau und Köln. 1969 bis 1984 war er Lehrer für theoretische Fächer und Neue Musik am Konservatorium Winterthur, seit 1984 hielt er einen Lehrauftrag am Konservatorium der Stadt Basel (Klasse für Komposition, Instrumentation und Musiktheorie). Er war Mitglied im Ensemble Neue Horizonte Bern. Er lebt mit seiner Familie in Allschwil.

## Auszeichnungen
- 1981: Conrad Ferdinand Meyer Preis[1]
- 2007: Kompositionspreis Marguerite Staehelin des Schweizerischen Tonkünstlervereins.

## Werk
Moser schrieb bisher etwa 50 Werke: Für Singstimmen, Kammermusik, einige Stücke für verschiedenartige Orchesterbesetzungen und auch Bühnenwerke. Moser veröffentlicht bei Edition Gravis, Deutscher Musikverlag für ernste Musik, in Bad Schwalbach.

### Einzelwerke
- Ding (1973) für Orchester (10 kurze Sätze nach den Hexagrammen 50–59 des chinesischen Weisheitsbuches I Ging).
- Fünf Etüden (1975, für Klavier)
- Vor dem Gesetz (1981, für 2 Chöre und kleines Orchester)
- 12 Heinelieder. Für Stimmen mit Begleitung (1970–1985, tiefer Sopran)
- Bild-Brechung (2000, Orchestervariationen)
- Ach, aber ach! Musikalische Reflexion zur Kantate Nur jedem das Seine, BWV 163 von Johann Sebastian Bach (Rezitativ mit Choral, uraufgeführt im Rahmen der J. S. Bach-Stiftung am 16. November 2012 in Trogen AR[2][3])

### Bühnenwerke
- Brentanophantasien (1988–1995, nach den Zeiten von Philipp Otto Runge für Sopran, Bariton und Klavier; Texte von Clemens Brentano)
- Avatar (Moser nach Théophile Gautier), komisch-phantastische Oper.
- Rahel und Pauline. Musiktheater (Briefszenen), in dessen Zentrum es um den intimen Briefwechsel zweier aussergewöhnlicher Frauen in Berlin zu Beginn des 19. Jahrhunderts geht: Rahel Levin Varnhagen und Pauline Wiesel. Die Hauptrolle spielt eine Mezzosopranistin, daneben zwei Schauspieler und fünf Instrumente. Ein Nachwort stammt von Imre Kertész. Uraufführung 12. September 2007 im Luzerner Theater im Rahmen des Lucerne Festivals. Auftragswerk von Pro Helvetia.

### Kammermusik
- Neigung (1969–1972, für Streichquartett. Als Trauermusik für Igor Strawinsky.)
- Streichsextett in 2 Sätzen.  Passionato – tranquillo  (ca. 18 min)
- Bläserquintett Kleine Differenzen über einen Grund – 11 Variationen für Bläserquintett (2005)
- S a i t e n g r u n d…–…–…mit Liszt und Schubert (2011). Für Cymbalom und neun tiefe Streichinstrumente

### Literarisches
- Der Komponist Erich Schmid. In: Dissonanz. 3, 1985, S. 11–14.

## Diskographie (Auswahl)
- Ensemble Neue Horizonte Bern: Historische Aufnahmen 1968–1998, Musiques Suisses.
- Ach, aber ach! Musikalische Reflexion zur Kantate Nur jedem das Seine, Kantate BWV 163 von Johann Sebastian Bach. In: Johann Sebastian Bach: Nur jedem das Seine. Miriam Feuersinger (Sopran), Markus Forster (Altus), Johannes Kaleschke (Tenor), Markus Volpert (Bass); Orchester der J. S. Bach-Stiftung, Rudolf Lutz (Leitung). Samt Workshop zur Werkeinführung. DVD. Gallus-Media, 2013.